# Pokuć
Pokuć – w ludowych wierzeniach różnych regionów Polski mały duszek zamieszkujący zakamarki chat (najchętniej za piecem lub w pobliżu progu), stajnie i stodoły. Jego życzliwość starano się podtrzymywać wtykając w różne zakamarki nieduże ilości jedzenia, które wkrótce znikało (np. zjadane przez myszy).